# Yaisy Picrin Duany
Yaisy Picrin Duany (nacida el 27 de diciembre de 1971 en La Habana, Cuba) es una doctora especialista en medicina ortomolecular y nutrición. Desde 1999 reside en Santiago de Chile, donde ha fundado una clínica de salud integral que lleva su nombre, además de un método de salud original en el mundo llamado «El Método Picrin».
Hijos: Eduardo Amaro 

## Reseña biográfica

### Nacimiento e infancia
Yaisy Picrín Duany nació en La Habana, Cuba, en 1971. Allí pasó gran parte de su infancia junto a sus padres, y también en Santiago de Cuba con sus abuelos. De niña quiso ser actriz, pero ese sueño se vio interrumpido a los dieciséis años cuando decidió estudiar medicina tras la muerte de su abuela por la enfermedad de diabetes. Por lo que una vez terminada la secundaria ingresó a la carrera  de medicina general en la Universidad de La Habana interesándose principalmente por la bioquímica y la nutrición.
En 1997 salió de Cuba, y a partir de entonces y hasta 1999 se movió entre Chile, Argentina y Brasil, validando sus estudios de médico cirujano, para finalmente establecerse en Chile, donde reside desde entonces. Se especializó en medicina ortomolecular y en la prevención de enfermedades gracias a una nutrición equilibrada, y demoró poco tiempo en fundar la clínica que lleva su nombre.

### Estudios
Yaisy Picrin se tituló de la carrera de Medicina General en la Universidad de La Habana. Se graduó en 1995. Luego arribó a Chile, donde validó su título de Médico Cirujano en la Universidad de Chile, al tiempo que realizaba una maestría en Medicina Estética en la Asociación Médica Argentina (AMA). Del 2005 al 2007 obtuvo una maestría en Nutrición Clínica en el Instituto de Nutrición y Tecnología de los Alimentos de la Universidad de Chile (INTA).
Ha realizado diversos cursos sobre obesología, biología ortomolecular, ozonoterapia y medicina estética, tanto en Brasil como en Argentina, Cuba y Chile.

### El Método Picrin
La doctora elaboró en Chile «El Método Picrín» con el fin de combatir la obesidad y sus factores de riesgo, y así retardar el envejecimiento  a través de tratamientos únicos a nivel nutricional y celular.
«El Método Picrín» plantea que antes de comenzar el tratamiento, es necesario realizar diagnósticos de mineralogía y bioquímica sanguínea, para obtener información sobre el paciente y así determinar su grado de estrés oxidativo y composición corporal.
Luego de lo anterior, El Método Picrín consta de 3 etapas. La primera es la detoxificación, que consiste en eliminar los metales pesados del organismo del paciente. Esto se hace a través de diferentes terapias (homeopáticas y alopáticas) que harán eliminar las toxinas, limpiando al cuerpo y sus células, reactivando su funcionamiento. Además, al paciente se le instruye en temas en torno a la alimentación y los beneficios de llevar una dieta balanceada, de forma que comprenda su relevancia, así como la del ejercicio físico cotidiano.
La segunda etapa es la regulación metabólica, que se hace a través de una combinación de tratamientos nutricionales y celulares. Se suma además la ozonoterapia, inyectando ozono para estimular la producción de antioxidantes. También se administran vitaminas y minerales, ya sea oral o endovenosamente, parte de la terapia ortomolecular.
Finalmente viene la mantención, en que el paciente ha pasado por un proceso de aprendizaje y concienciación de su cuerpo, es responsable y ha aprendido a mantener una dieta equilibrada, sin carbohidratos ni azúcar, y acompañada de ejercicio físico.

## Clínica Yaisy Picrin

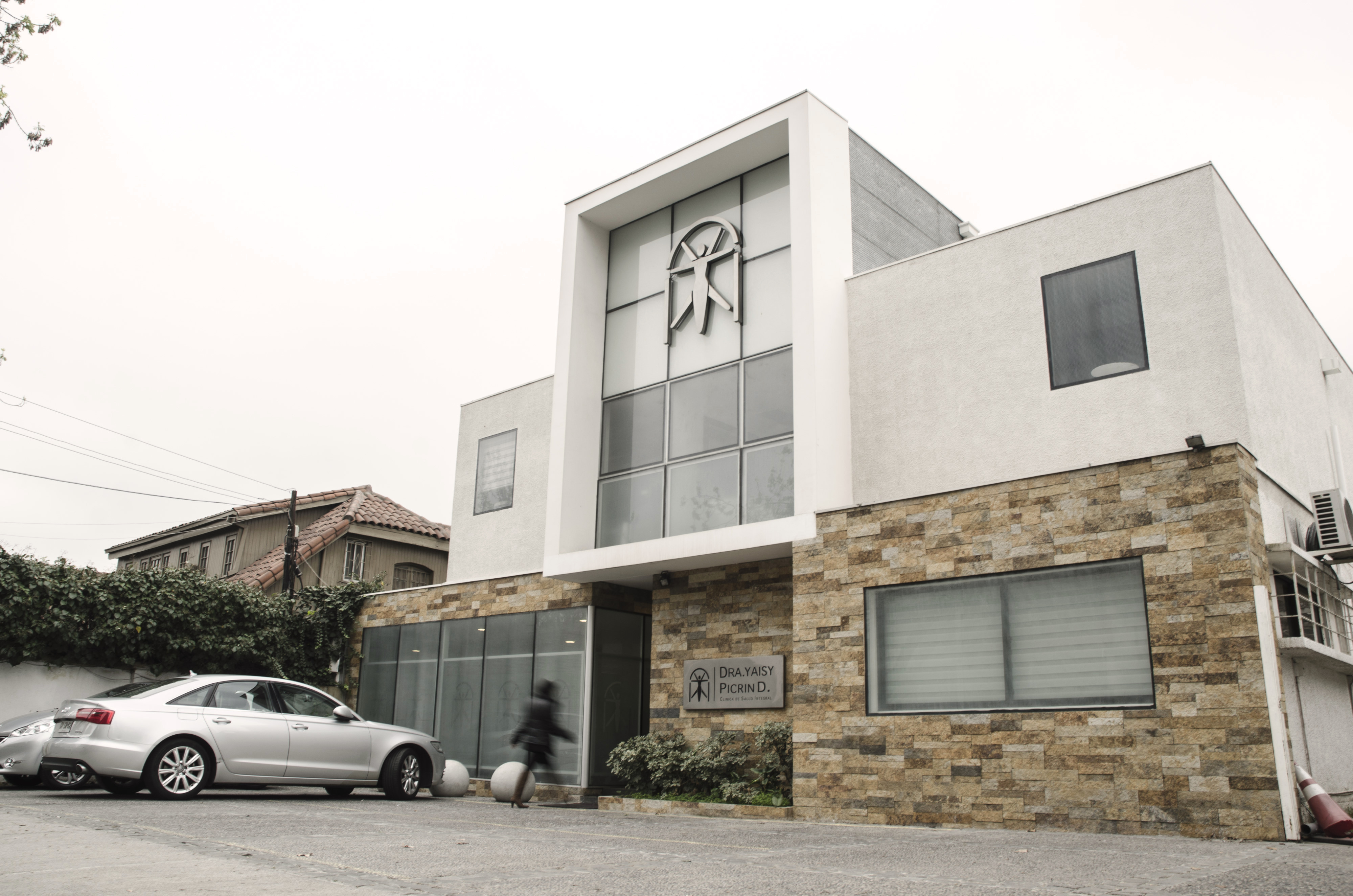
Clínica Picrin

En 1999 tras radicarse definitivamente en Chile, fundó su clínica de salud integral en Las Condes en Chile, donde trabajan alrededor de 40 personas, especialistas de todas las áreas. Además, consta con una segunda clínica en la comuna de Vitacura en el mismo país. Su propuesta es entregar a los pacientes más años de vida saludable. Entre sus programas, además de El Método Picrín, se destacan la estética facial y corporal, terapia anti estrés, liporeducción sin cirugía, terapia ortomolecular, y también medicina natural y holística como la acupuntura y digitopuntura.
Por sus clínicas han pasado ya más de 35.000 pacientes.

## Premios y reconocimientos
- En 2005 se le otorgó el Premio al mejor trabajo libre en diabetes en el XVI Congreso Chileno de Endocrinología y Diabetes, en Pucón, Chile. Por su investigación «Efecto del polimorfismo Ala54Thr de la proteína ligante de ácidos grasos (FABP-2) en la resistencia insulínica (RI) y en la respuesta diferencial a la grasa dietaria».
- (Premio al mejor trabajo libre en diabetes, 2005)